# Долгий (остров, Николаевская область)
Долгий — остров в Чёрном море, расположенный на территории Николаевского района (Николаевская область, Украина). Площадь — 470 га.

## География
Расположен между Чёрным морем и Егорлыцким заливом, частично отделяя Егорлыцкий залив от Чёрного моря. Длина — 7 км, ширина — до 1 км. Восточная (северо-восточная) береговая линия (со стороны Егорлыцкого залива) изрезана многочисленными лагунами, линейность которых повторяют группы озёр вытянутые с юго-востока на северо-запад. Берега лагун зарастают камышовой растительностью. Западная (юго-западная) береговая линия прямолинейная. Рельеф главным образом равнинный, слабохолмистый, вдоль побережья есть песчаные береговые валы высотой до 2-3 м. Остров сложен морскими песчаными отложениями. Наивысшая точка острова — 0,9 м. Высота над уровнем моря береговой линии — −0,4 м. На южной оконечности острова расположен маяк высотой 1,0 м. На севере проливом отделён от острова Круглый.
Расположен в границах охранной зоны Черноморского биосферного заповедника.

## Природа
Остров покрыт камышовой растительностью, на возвышенных участках — степной. Является местом гнездования, зимовки или миграции многочисленных птиц. Остров Долгий — крайний южный пункт гнездования (с 1975 года) гаги обыкновенной, занесённой в Красную книгу Украины. Также остров служит местом зимовки водоплавающих птиц, например, видов рода лебеди. Зимой встречаются хищники — лисица обыкновенная и енотовидная собака. Среди видов, занесённых в Красную книгу Украины: морской зуёк, ходулочник, кулик-сорока и восточная степная гадюка.